# Kostel Jména Panny Marie (Hory Matky Boží)
Kostel Jména Panny Marie je římskokatolický kostel v Horách Matky Boží u Velhartic. Od roku 1958 je chráněn jako kulturní památka.

## Historie
V místě se již v raném středověku rýžovalo a těžilo zlato, ale k největšímu rozvoji došlo až na počátku 16. století, kdy se obec Hory Matky Boží stala významným centrem těžby stříbrných rud. Proto jí v roce 1522 udělil král Ludvík Jagellonský městské, trhové a várečné právo . 
Pravděpodobně v roce 1637 byl ve městě Hory Matky Boží vybudován kostel Jména Panny Marie.
Kostel byl vystavěn v raně barokním slohu. V roce 1737 byla přestavěna loď kostela a postavena věž.
V roce 1833 byla na místě staré přistavěna nová sakristie.

## Stavební podoba
Loď kostela je vystavěna na obdélníkovém půdorysu 9,13 m dlouhá a 6,80 m široká.
Loď je zastřešena sedlovou střechou krytou pásy pozinkovaného plechu. Hřeben střechy presbytáře je položen níže než hřeben hlavní lodi.
K lodi přiléhá ze západu věž, jež je zastřešena subtilní cibulovou bání s krytinou z měděného plechu. Ze severu přiléhá k lodi sakristie obdélníkového půdorysu.

## Interiér kostela
Interiér kostela je prostý. Dominantou je ústřední dřevěný oltář s 0,95 m vysokou dřevěnou sochou Panny Marie s Ježíškem z 16. století. Podle pověsti pochází socha Panny Marie od řezbáře ze Stodůlek. Na dvou bočních barokních oltářích jsou dřevěné sošky zbičovaného Krista a svatého Jana Nepomuckého.

### Pověst o soše Panny Marie a jménu města
Řezbář nesl sochu do jedné ze sousedních osad a chtěl si na Horách odpočinout a poté, co se občerstvil, nemohl sochu uzvednout. Povolal proto místní siláky, ani ti si se sochou neporadili. Na radu faráře a po modlitbě dvě malá děvčátka sochu uzvedla. Všichni usoudili, že socha chce na Horách zůstat, odnesli ji tedy do kostela a osadu pojmenovali Hory Matky Boží.

## Galerie

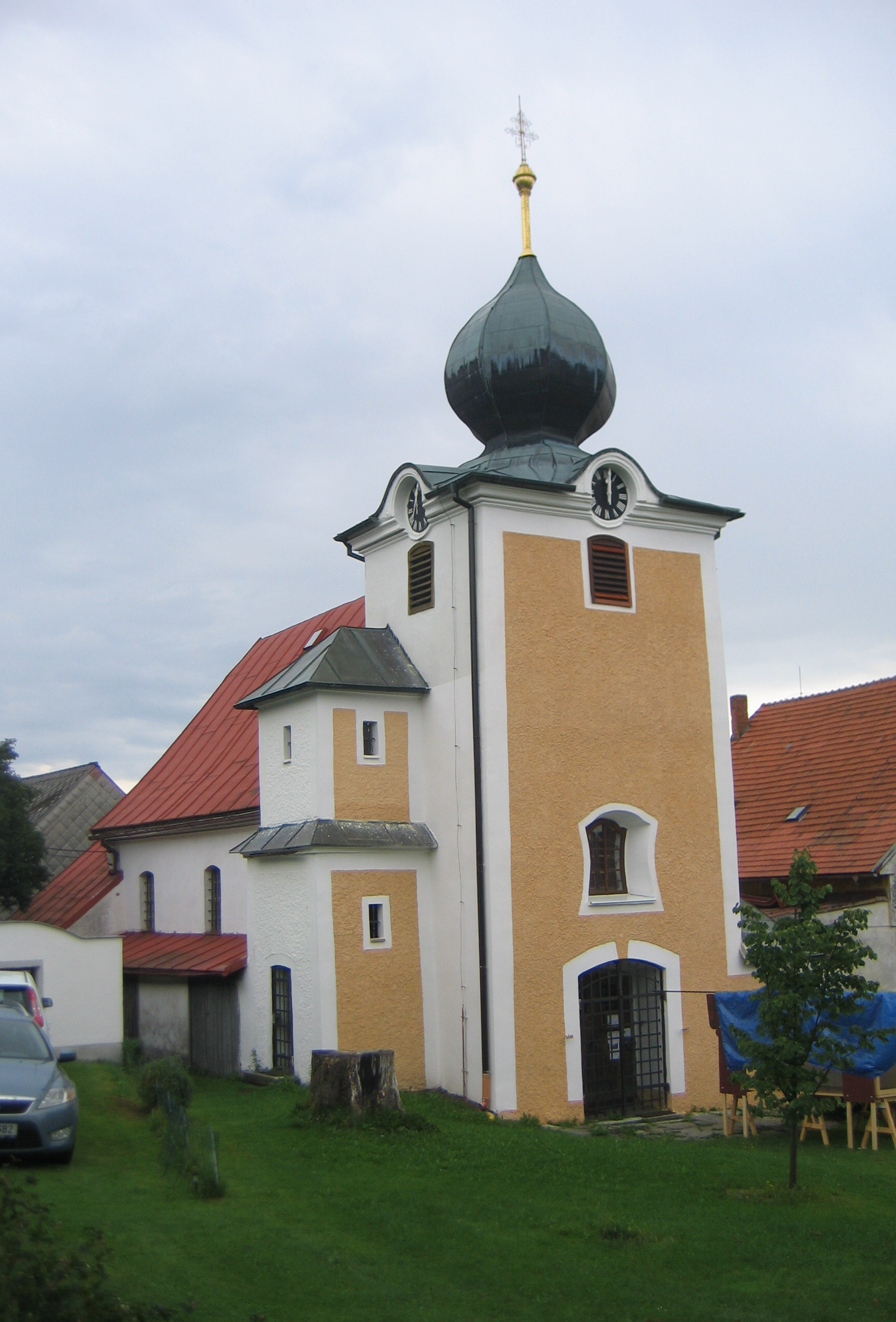
Pohled na kostel od severozápadu
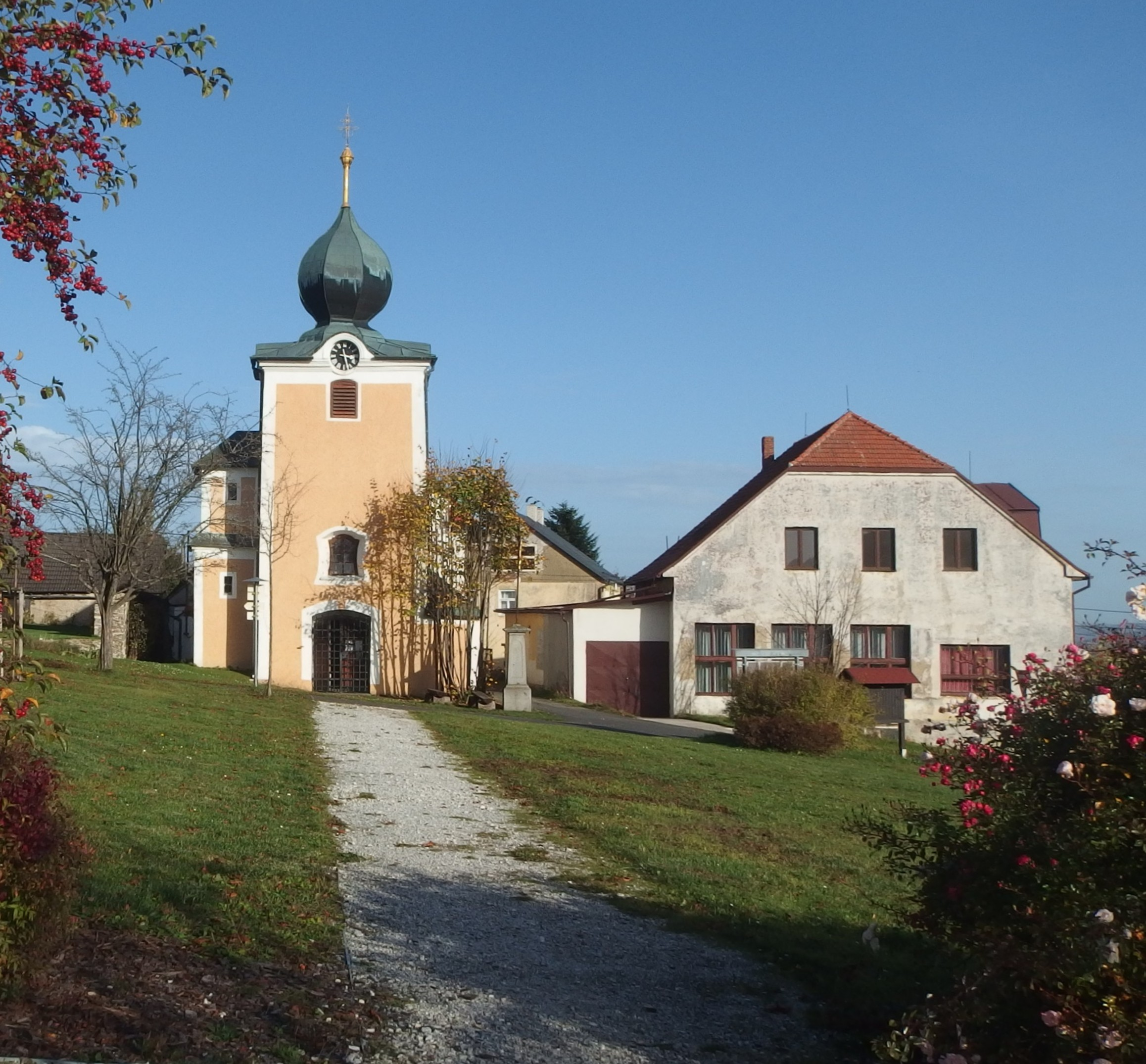
Pohled na kostel od západu
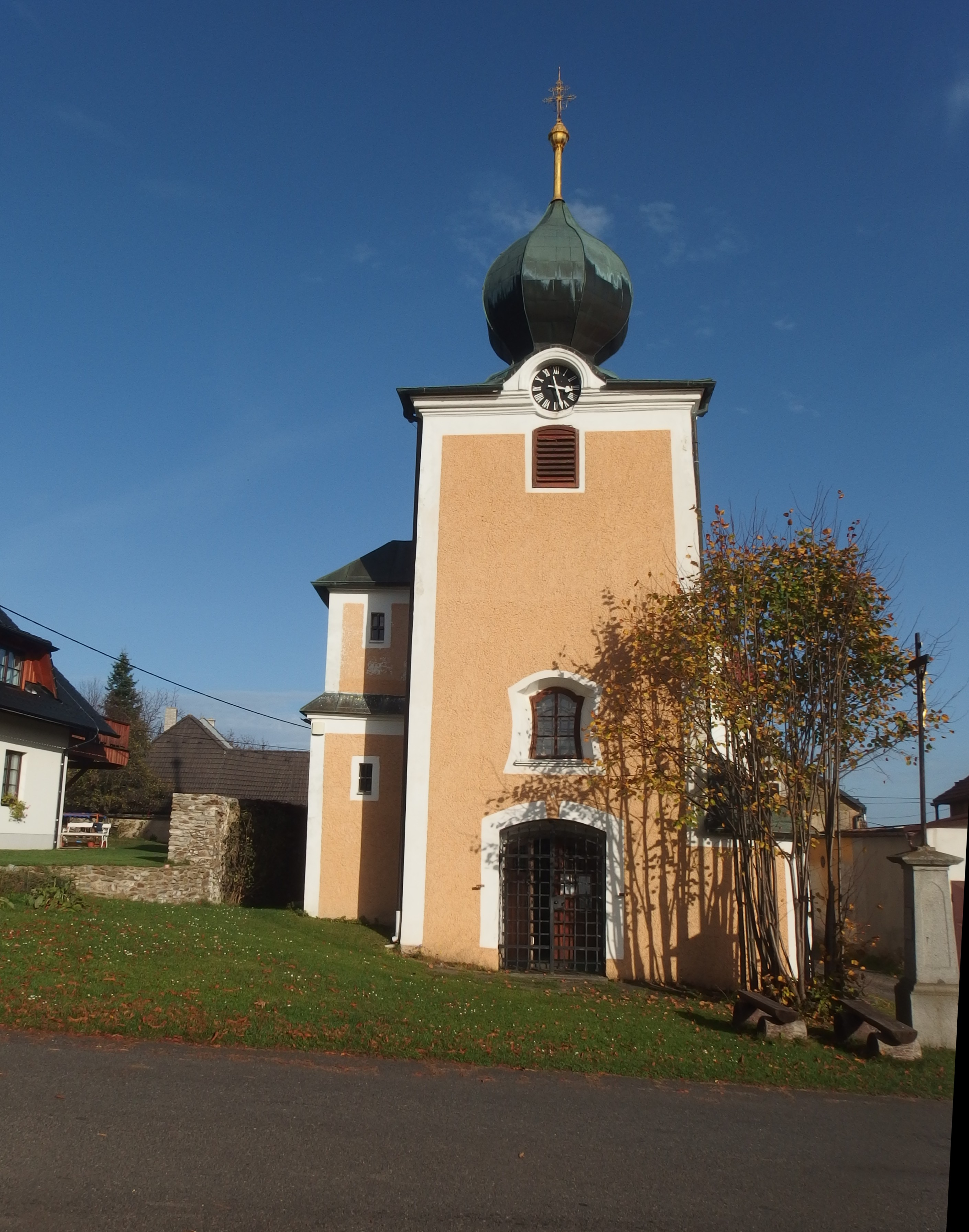
Pohled na západní průčelí
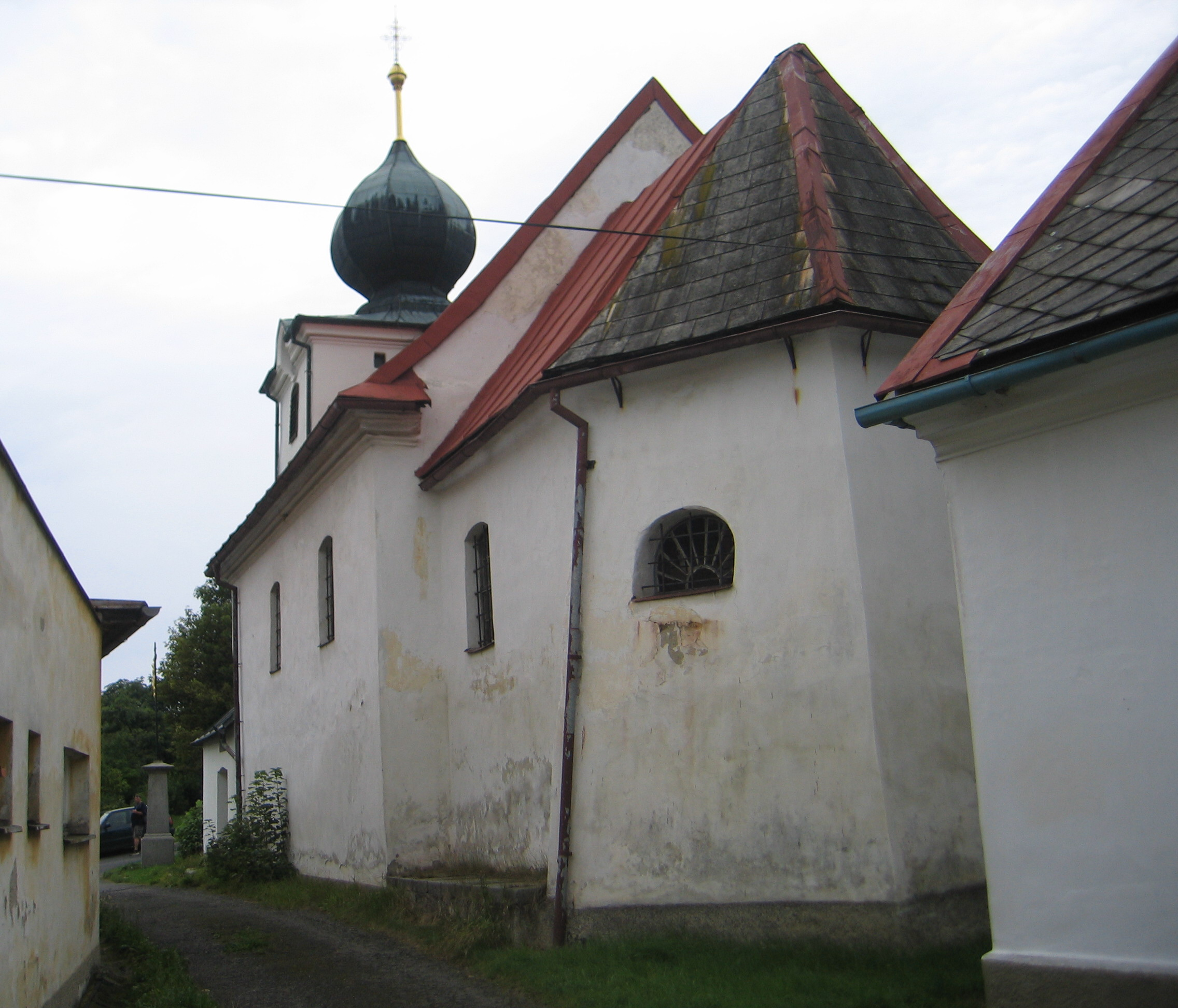
Pohled na kostel od východu
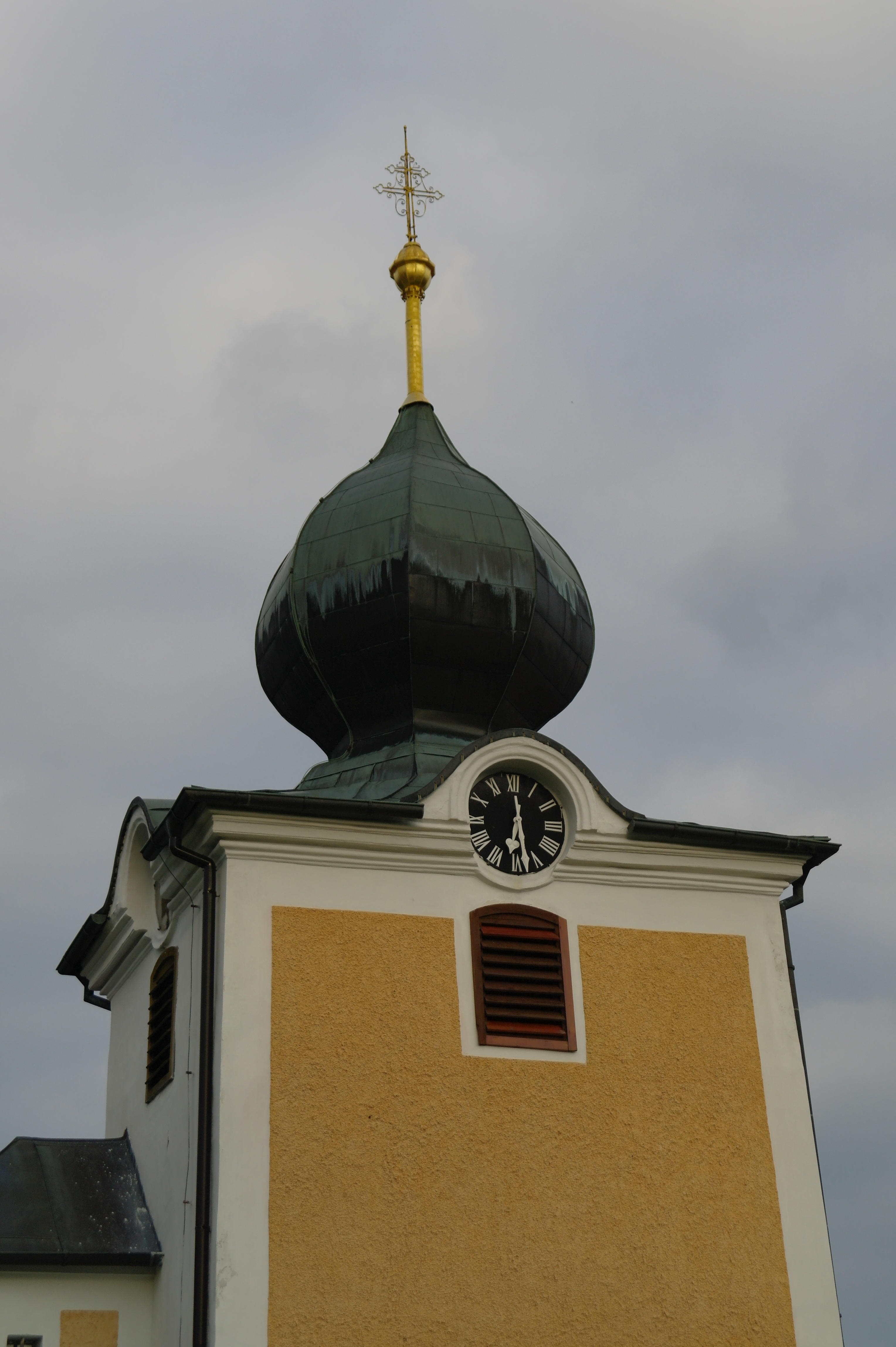
Detail věže
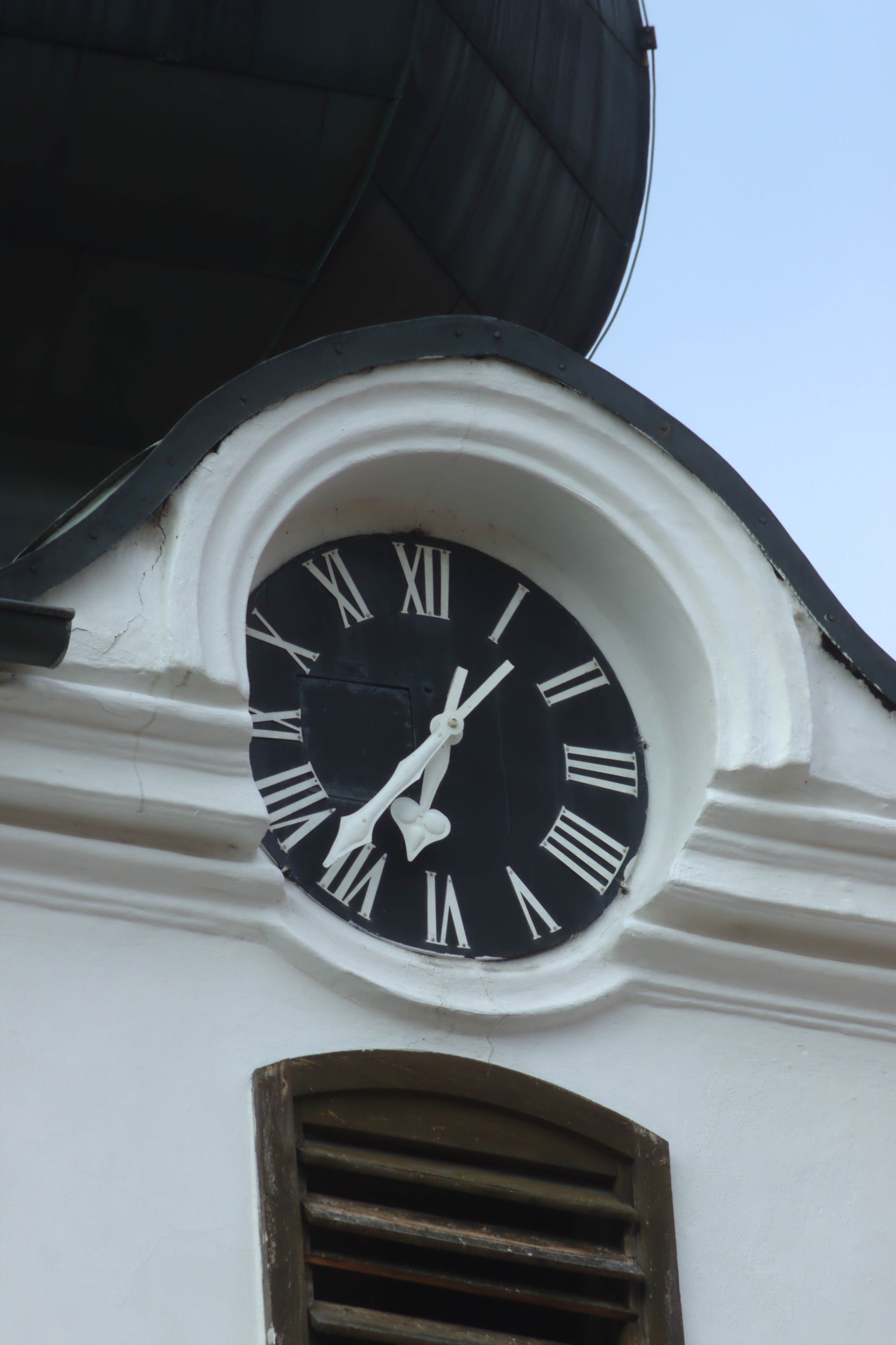
Hodiny na kostelní věži
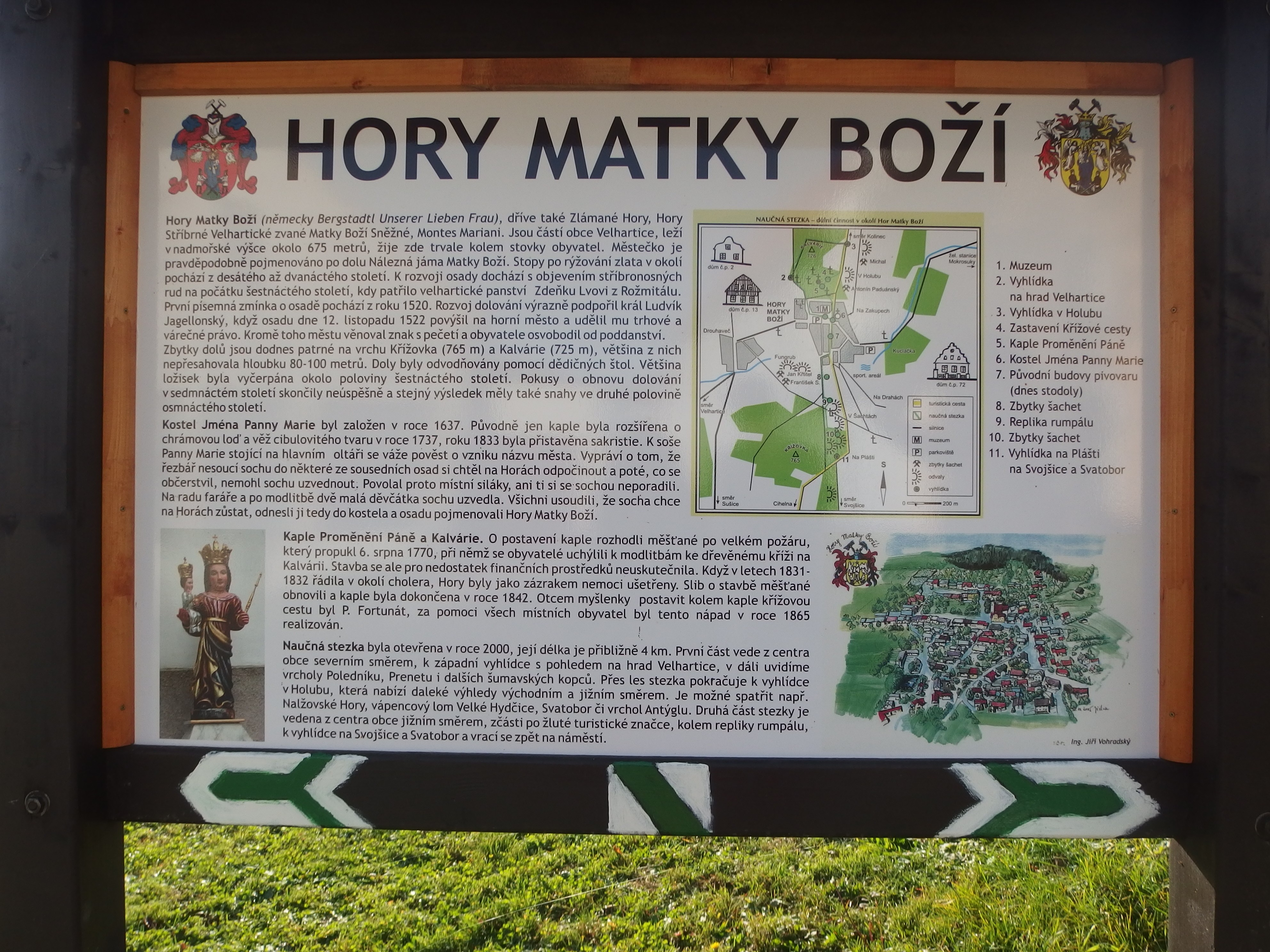
Tabule s informacemi o obci a kostele